# Robert Siohan
Robert Siohan (Parijs, 27 februari 1894, - aldaar, 16 juli 1985) was een Frans dirigent en componist. Hij was anvankelijk opgeleid als altviolist en werkte ook als koordirigent. Van 1929 tot 1936 had hij een eigen symfonieorkest genaamd Concerts Siohan.

## Biografie
Siohan studeerde aan het Parijse Conservatorium bij Albert Lavignac, Georges Caussade en Charles-Marie Widor van 1909 tot 1922. Hij behaalde er een Premier prix voor de vakken altviool, contrapunt en harmonie. Hij ging altviool spelen in het orkest van de Société des concerts du Conservatoire. In 1921 trouwde hij met Corrie Psichari, de kleindochter van Ernest Renan en dochter van John Psichari.
Vincent d'Indy moedigt hem aan om te gaan dirigeren en in 1924 leidt Siohan de première in Parijs van Le Roi David van Arthur Honegger. In 1929 richtte hij zijn eigen orkest op, Concerts Siohan. Hij leidde dit orkest tot 1936 en voerde veel hedendaagse Franse werken uit, waaronder L'Ascension van Olivier Messiaen in 1934. Hij werd benoemd tot dirigent bij de Opera in 1932 en docent aan het Conservatoire de Paris in 1945, een functie die hij bekleedde tot 1962. Siohan behaalde aan de Sorbonne een doctoraat met zijn proefschrift getiteld Théories nouvelles de l'harmonie-Nieuwe theorieën van de harmonie, dat twee jaar later wordt gepubliceerd. In 1964 werd hij benoemd tot "inspecteur-generaal" van de muziek. Siohan heeft voornamelijk gecomponeerd voor orkest en kamermuziekbezettingen. Zijn stijl is vergelijkbaar met het neoclassicisme.
Hij werkte voor meer dan een halve eeuw in het ouderlijk huis van zijn vrouw Corrie Renan-Psichari-Siohan, het gebouw (hôtel) Scheffer-Renan, in het district van La Nouvelle Athènes, dat sinds 1987 het Musée de la Vie romantique huisvest.

## Onderscheidingen
- Prix Halphen, 1922, voor zijn strijkkwartet)
- Prix Blumenthal,  1926 (symfonie, kwartet, melodieën)

## Belangrijkste werken

### Composities
- In memoriam, voor orkest (1922)
- Strijkkwartet (1922)
- Pièces, voor fluit solo (1924)
- Symfonie (1925-1926)
- Cantique au frère soleil, melodie voor koor en orkest (1926)
- Le Baladin de satin cramoisi, opera (1926-1927)
- Celloconcert  (1927)
- Vioolconcert voor viool (1928)
- Hypérion, symphonie chorégraphique (1938)
- Pianoconcert (1939)
- Mallarméennes, voor piano (1945)
- Kwartet met piano (1969, 1977)
- Jeux phonétiques, voor koor en orkest (1972)
- Trois dialogues, voor viool en piano (1975)
- Thrène (1982)

### Boeken
- Siohan, Robert: Stravinsky (1959, 1971)
- Siohan, Robert: La musique étrangère contemporaine (1954), heruitgave in 1984 onder de titel La musique étrangère au XXe siècle